# Sun Wen
Sun Wen (xinès tradicional: 孫雯, xinès simplificat: 孙雯, pinyin: Sūn Wén; Shanghai, 6 d'abril de 1973) és una exjugadora de futbol professional xinesa.
Va jugar durant quasi tota la seva carrera al Shanghai SVU (1989-2006). També va jugar als Estats Units (Atlanta Beat, 2001-02). Fou capitana de la selecció femenina de futbol de la Xina. El 2000 va guanyar el premi a la jugadora femenina del segle XX de la FIFA juntament amb Michelle Akers. Sun va ser guardonada també amb la pilota d'or (millor jugadora) i la bota d'or (màxima golejadora) per la seva actuació a la Copa Mundial Femenina de la FIFA de 1999.
És la màxima golejadora històrica de la selecció xinesa amb 106 gols en 152 partits. Juntament amb Sissi, foren amb set gols les màximes golejadores del Mundial 1999, on Xina es proclamà subcampiona del torneig. Sun és considerada una de les millors esportistes de tots els temps.

## Trajectòria
| Temporades    | Club                | Títols                                      | Selecció (fases finals) |
| ------------- | ------------------- | ------------------------------------------- | --- |
| 1989 - 2000 0 | Shanghai Yuandong 0 | 3 Campionats, 3 Lligues, 1 Premier League 0 | Copa d'Asia 1991 (campió) Mundial 1991 (quarts) Copa d'Asia 1993 (campió) Copa d'Asia 1995 (campió) Mundial 1995 (4t lloc) Jocs Olímpics 1996 (subcampió) Copa d'Asia 1997 (campió) Copa d'Asia 1999 (campió) Mundial 1999 (subcampió) Jocs Olímpics 2000 (1a fase) |
| 2001 - 2002   | Atlanta Beat        |                                             | |
| 2003          | Shanghai SVA        | 1 Premier League                            | Mundial 2003 (quarts) |
| 2004 - 2005   | retirada            |                                             | |
| 2006          | Shanghai SVA        | 1 Super League                              | Copa d'Asia 2006 (campió) |